# Брент-кросс (станція метро)
51°34′37″ пн. ш. 0°12′48″ зх. д. / 51.576823° пн. ш. 0.213413° зх. д.
Брент-кросс (англ. Brent Cross) — станція відгалуження Еджвар Північної лінії Лондонського метро. Станція розташована у 3-й тарифній зоні, у районі Брент-кросс, боро Барнет, Лондон, між станціями Гендон-Сентрал та Голдерс-Грін. Пасажирообіг на 2017 рік — 2.52 млн осіб. У кроковій досяжності знаходиться торговельний центр Брент-кросс.
Конструкція станції: наземна відкрита з однією острівною прямою платформою.

## Історія
- 19. листопада 1923: відкриття станції під назвою Брент[4][5]
- 20. липня 1976: станцію перейменовано на Брент-кросс на честь відкритого поруч торговельного центру.

## Пересадки
- На автобуси London Bus маршрутів: 210 та 232.